# Fred Mango
Fred Mango (ur. 26 czerwca 1973) – francuski lekkoatleta, specjalizujący się w biegu na 400 metrów. 

## Najważniejsze osiągnięcia
| Rok  | Rodzaj zawodów            | Miasto | Konkurencja        | Miejsce | Wynik   |
| ---- | ------------------------- | ------ | ------------------ | ------- | ------- |
| 1997 | Halowe mistrzostwa Świata | Paryż  | Sztafeta 4 x 400 m | 3       | 3:09,68 |

## Rekordy życiowe
- Bieg na 300 m – 33,18 (1999)
- Bieg na 400 m – 45,73 (1999)

Podczas Halowych Mistrzostw Świata (Maebashi 1999) francuska sztafeta 4 x 400 metrów (w składzie : Marc Foucan, Emmanuel Front, Bruno Wavelet oraz Mango) zajęła 6. miejsce ustanawiając nieaktualny już rekord kraju – 3:06,37.